# Benediktinerkongregation Cono Sur
Die Benediktinerkongregation Cono Sur ist ein monastischer Klosterverband päpstlichen Rechts innerhalb der Benediktinischen Konföderation. 
Sie ist ausschließlich auf dem südamerikanischen Kontinent vertreten und ist ursprünglich ein Zusammenschluss von 23 verschiedenen spanischsprachigen Benediktiner-, Trappisten- und Zisterzienserklöstern. Sowohl Frauen- als auch Männergemeinschaften sind vertreten. Die Kongregation wurde 1976 gegründet. Die meisten Klöster der Kongregation haben europäischen Ursprung und wurden von der Solesmenser, der Beuroner, der Schweizer oder der Brasilianischen Kongregation gegründet. 
Im Jahr 2024 besteht die Kongregation aus 15 Klöstern, wovon 8 Nonnenklöster und 7 Mönchsklöster sind. Sie zählen insgesamt 118 Nonnen (inkl. Novizinnen) und 81 Mönche (inkl. Novizen). Sie wird von einem Abtpräses geleitet.
Abtpräses der Kongregation Cono Sur ist seit 2022 Benito Rodríguez.

## Liste der Abteien und Klöster

### Argentinien
- Benediktinerinnen:
  - Abadía de Santa Escolástica (Victoria, Prov. Buenos Aires)
  - Monasterio Madre de la Unidad (Santiago del Estero, Santiago del Estero)
  - Monasterio Ntra. Sra. de la Fidelidad (San Luis, Prov. San Luis)
  - Abadía Ntra. Sra. de la Esperanza (Rafaela, Santa Fe)
  - Abadía Gaudium Mariae (San Antonio de Arredondo, Córdoba)
  - Monasterio Ntra. Sra. del Paraná (Aldea María Luisa, Entre Ríos)

- Missions-Benediktinerinnen von Tutzing:
  - Monasterio de la Epifanía (Maure, Buenos Aires)
  - Monasterio de la Transfiguración (Los Toldos, Prov. Buenos Aires)

- Benediktiner:
  - Abadía del Niño Dios (Victoria, Entre Ríos)
  - Abadía de San Benito (Luján, Prov. Buenos Aires)
  - Abadía de Santa María de Los Toldos (Los Toldos, Prov. Buenos Aires)
  - Abadía de Cristo Rey (El Siambón, Tucumán)

- Trappistinnen:
  - Monasterio Madre de Cristo (Hinojo, Prov. Buenos Aires)
- Trappisten:
  - Abadía de Ntra. Sra. de los Angeles (Azul, Prov. Buenos Aires)

### Chile
- Benediktinerinnen:
  - Monasterio de la Asunción (Rengo)
  - Monasterio Sta. María de Rautén (Quillota)
- Benediktiner:
  - Monasterio de San Benito de Llíu-Llíu (Limache)
  - Abadía de la Ssma.Trinidad de las Condes (Santiago)
- Trappistinnen:
  - Monasterio Ntra. Sra. de Quilvo (Curicó)
- Trappisten:
  - Monasterio Sta. María de Miraflores (Rancagua)
- Zisterzienser:
  - Monasterio Ntra. Sra. de Chada (Paine)

### Paraguay
- Benediktiner:
  - Monasterio Tüpasy María (Misiones)

### Uruguay
- Benediktinerinnen:
  - Abadía Sta. María Madre de la Iglesia (Montevideo)[2]